# Kollenberg-Park Leyenbroek

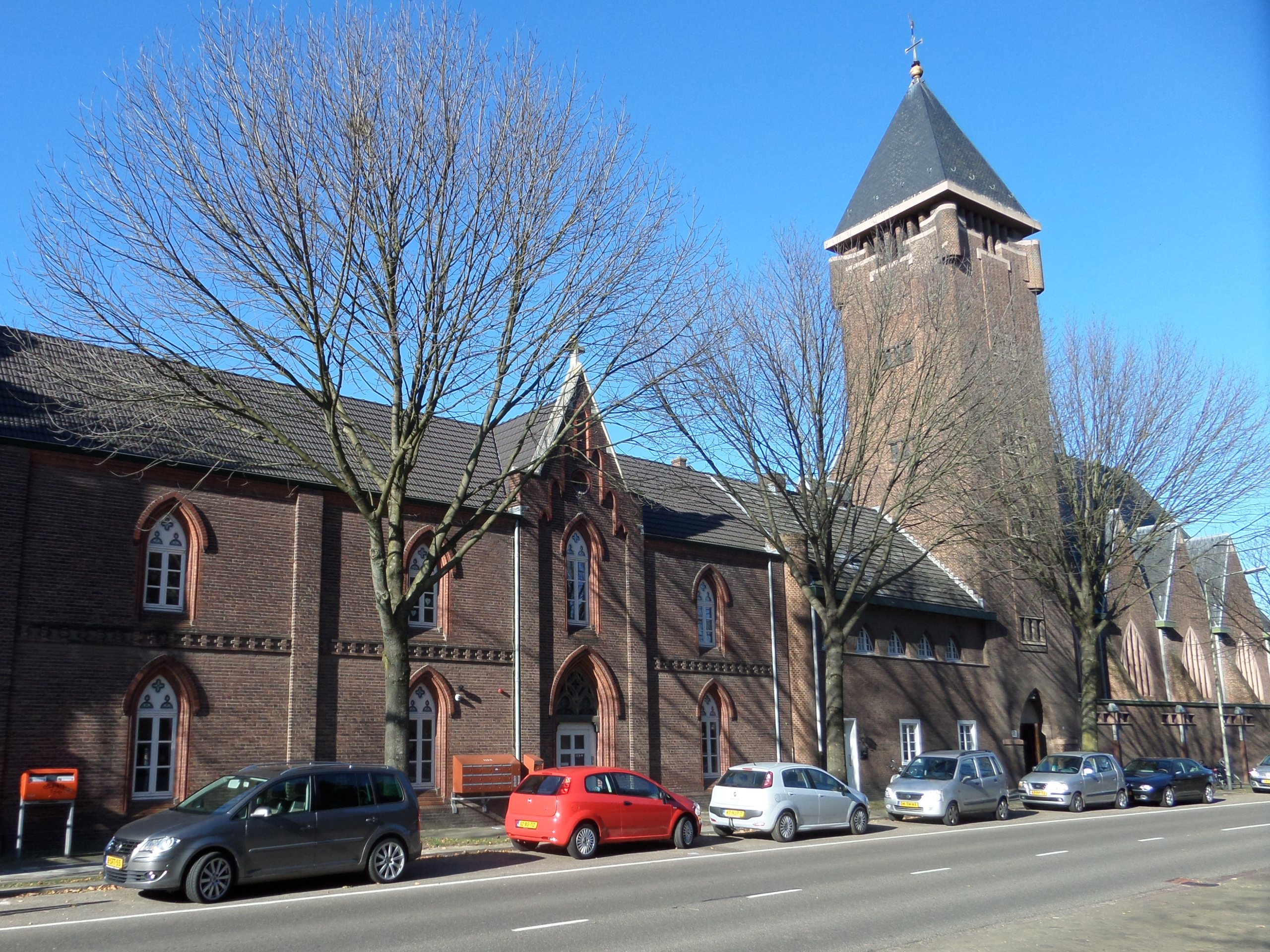
Kerk en klooster Leyenbroekerweg

Kollenberg-Park Leyenbroek is een wijk in het zuidoosten van Sittard (gemeente Sittard-Geleen) in de Nederlandse provincie Limburg. Deze woonwijk bestaat uit de buurten Kollenberg en Park Leyenbroek en telt circa 3.420 inwoners (in 2023).

## Ligging
Kollenberg-Park Leyenbroek is gelegen aan de oostelijke en zuidelijke rand van de stad. De wijk wordt begrensd door het centrum en de wijk Vrangendael in het noorden, omgeving Watersley in het oosten, Munstergeleen in het zuiden en Ophoven in het westen. De grens met het centrum wordt gevormd door de Engelenkampstraat, de grens met Vrangendael door de Lahrstraat, de grens met Munstergeleen door de Middenweg (N276) en de grens met Ophoven door de Geleenbeek en de Keutelbeek. Binnen de wijkgrenzen ligt Stadspark Sittard.
De belangrijkste ontsluitingsweg is de Leyenbroekerweg. Dit is een voormalige rijksweg en later provinciale weg van Sittard via Heerlen naar Aken. Over deze weg reed tot en met 1949 een elektrische tram van de Limburgsche Tramweg-Maatschappij.

## Buurten

### Kollenberg
De Kollenberg omvat het gebied ten oosten van de Leyenbroekerweg. Deze buurt is gelegen op een gelijknamige heuvelrug die de overgang vormt van het Geleenbeekdal naar het plateau van Doenrade. Op de hellingen is vanaf 1965 een villawijk gebouwd. Het grootste gedeelte van de Kollenberg valt onder het buitengebied van Sittard en bestaat uit agrarisch gebied en recreatiegebied.

### Park Leyenbroek
Park Leyenbroek ligt ten westen van de Leyenbroekerweg. De buurt omvat de voormalige buurtschap Leyenbroek, Stadspark Sittard en het parkachtige woongebied eromheen. Het stadspark is aangelegd tussen 1921 en 1933 vlak ten zuiden van de voormalige vestingstad. Rondom het park is gelijktijdig een aantal monumentale vooroorlogse villa's en herenhuizen gebouwd. In de jaren vijftig breidde de wijk zich verder uit richting Leyenbroek en sindsdien vormen het park en Leyenbroek samen één woonbuurt.

## Voorzieningen
In de wijk zijn relatief weinig voorzieningen aanwezig en inwoners zijn hiervoor met name aangewezen op het naburige stadscentrum. Er is een rooms-katholieke basisschool, een rooms-katholieke kerk (de Christus Koningkerk) en een tandartspraktijk. De wijk kent een eigen wijkplatform. Aan het Hub Dassenplein ligt het bestuurscentrum van de gemeente Sittard-Geleen.

## Trivia
De buurt Park Leyenbroek wordt soms ook wel Soestdijk genoemd. Een verwijzing naar het Paleis Soestdijk. In de buurt liggen namelijk verschillende straten die genoemd zijn naar leden van het koninklijk huis; Bernhardlaan, Julianaplein, Beatrixlaan, Irenelaan, Margrietlaan en Marijkelaan.

## Fotogalerij

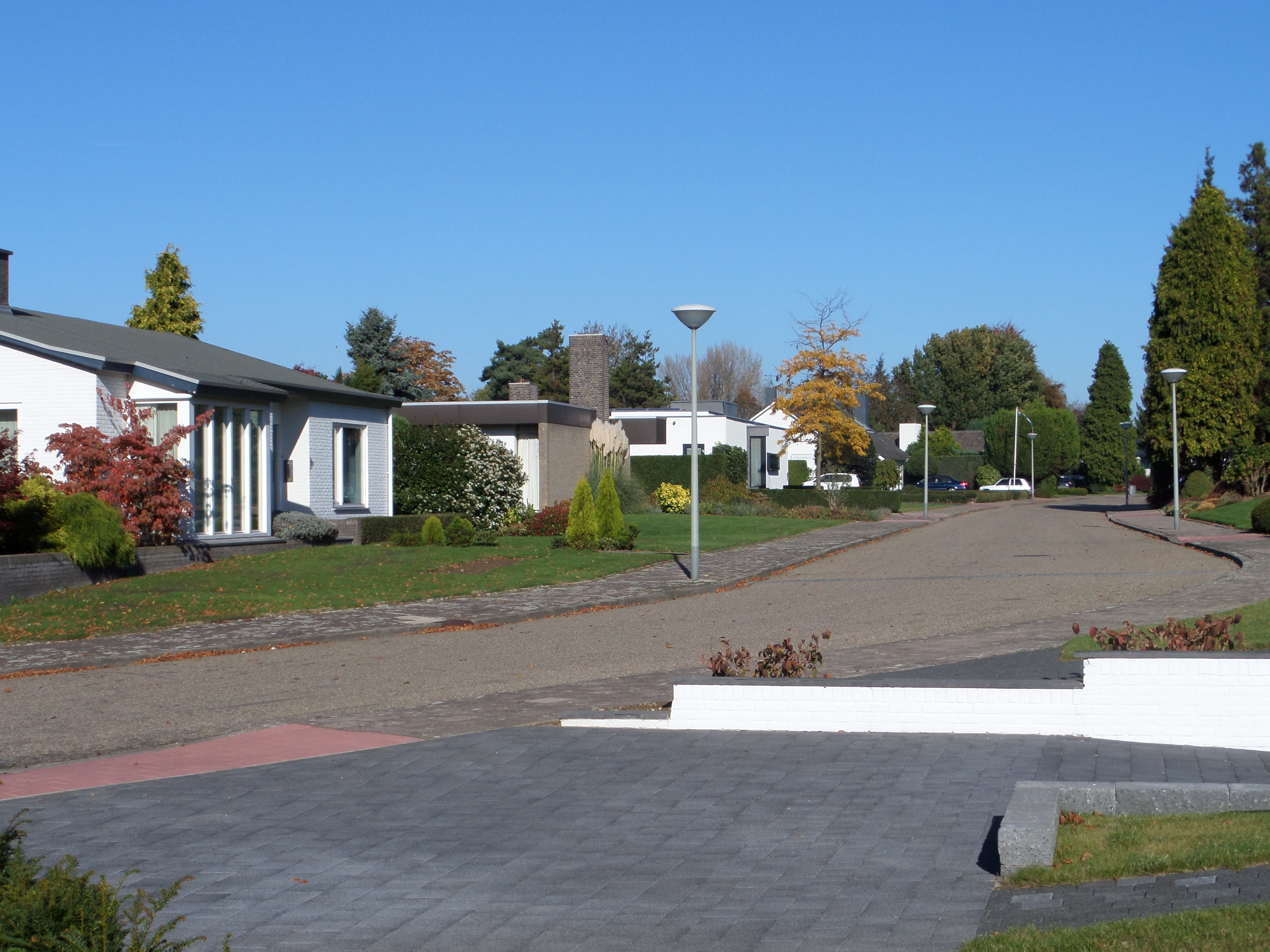
Villawijk Kollenberg
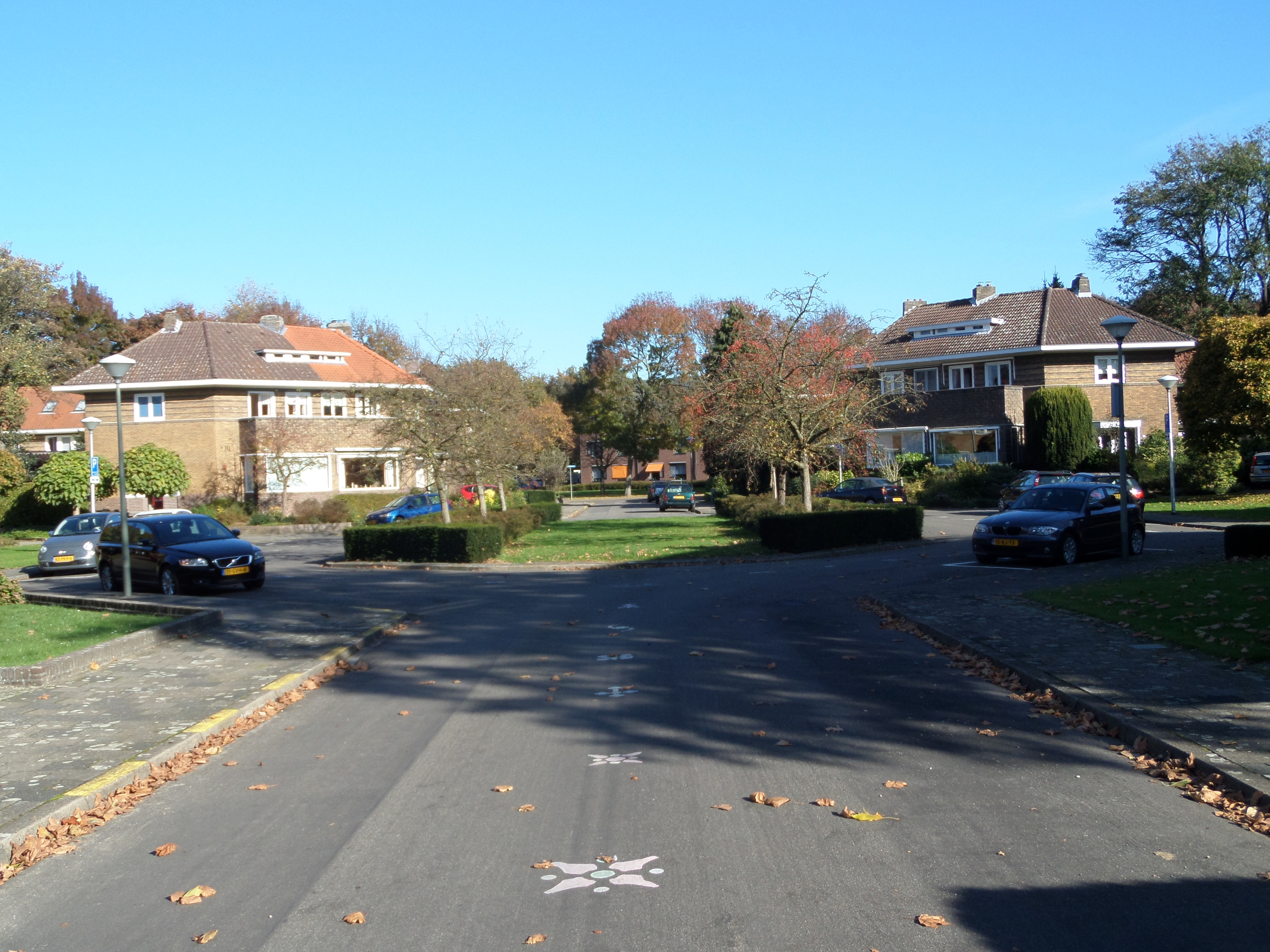
Monumentale herenhuizen Julianaplein
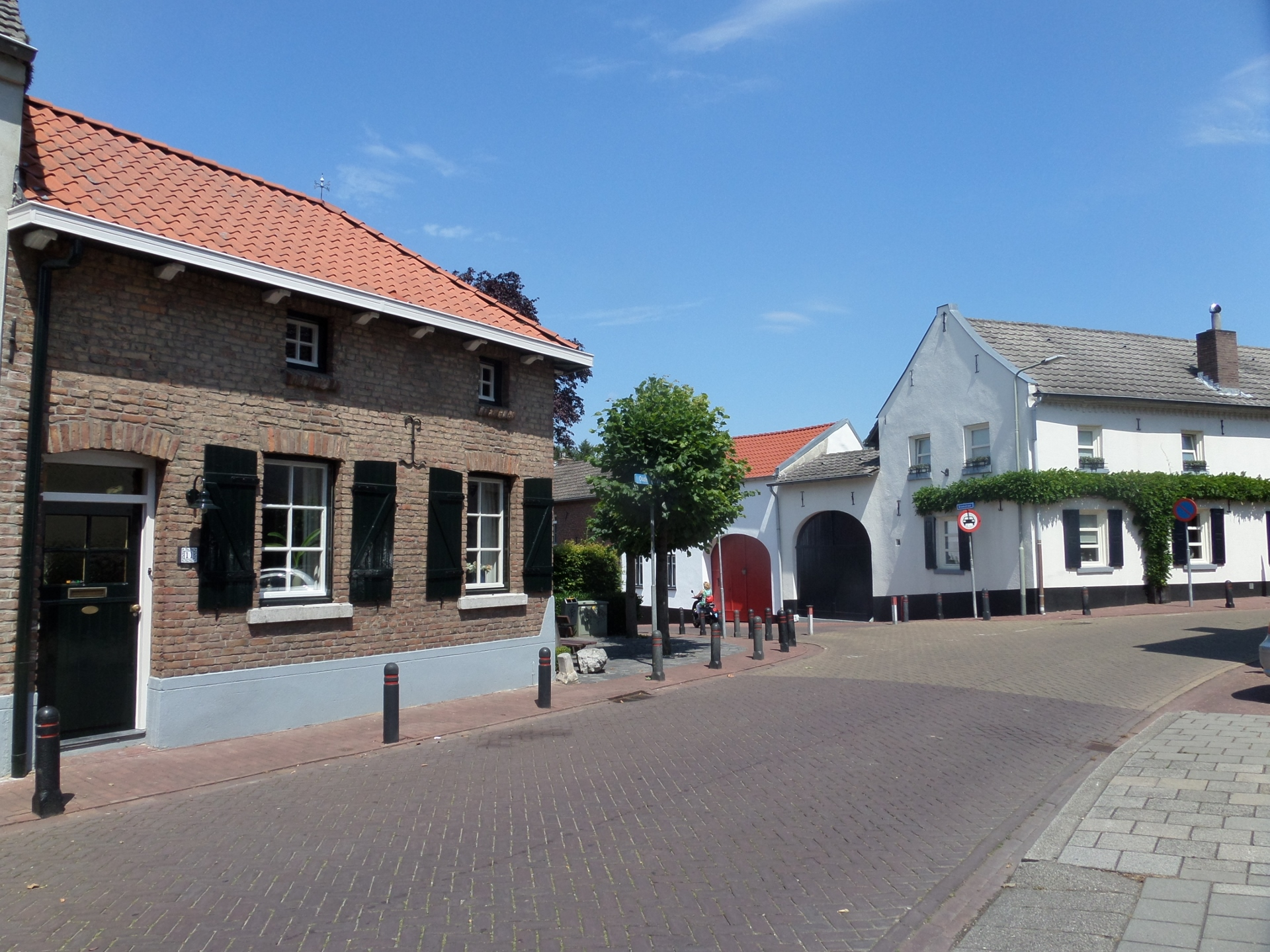
Oude boerderijen Leyenbroek

Steden: Geleen · Sittard

Dorpen: Born · Buchten · Einighausen · Grevenbicht · Guttecoven · Holtum · Limbricht · Munstergeleen · Obbicht · Papenhoven

Buurtschappen en gehuchten: Abshoven · Daniken · Graetheide · Harrecoven · Rosengarten · Schipperskerk · Windraak

Woonwijken: Baandert · Broeksittard · Geleen-Centrum · Geleen-Noord · Geleen-Zuid · Hondsbroek · Kemperkoul · Kluis · Kollenberg-Park Leyenbroek · Limbrichterveld · Lindenheuvel · Oud-Geleen · Overhoven · Sanderbout · Sittard-Centrum · Stadbroek · Vrangendael

Limburg: Steden en dorpen      Nederland: Provincies · Gemeenten